# Han Lei
Han Lei (chino: 韩磊), (n. 23 de febrero de 1968 en Hohhot, Mongolia Interior) también conocido en Mongolia como Senbor, es un cantautor de música folk y pop chino.

## Biografía
Han nació y se crio en Hohhot, Mongolia Interior. Él es de origen mongol por parte de su madre y se identifica de etnia mongol en sus documentos legales.

## Carrera
Han saltó a la fama en 1997 en la Gala de Año Nuevo organizado por la red televisiva de CCTV, cuando interpretó una canción titulada "1997 AD" (公元 一九 九七). En 1998 regresó a la Gala "Zou Sifang" (走 四方), en una de sus actuaciones más memorables en la categoría de la canción y danza, se convirtió en uno de los intérpretes favoritos que lo llevó al estrellato nacional. Desde entonces se presentó en esta gala seis veces y más, su más reciente actuación fue en un show organizado en el 2014.
Han también ha grabado temas musicales con temáticas de introducción y conclusión para distintas series de televisión china, entre ellos, quizás las más famosas series como "Kangxi Dynasty" y "Han Wu Da Di". También se presentó con un tema principal de "I'll Go with you to the Ends of the Earth", en una película dirigida por Zhang Yimou, titulada "Coming Home".